# Scopula takao
Scopula takao är en fjärilsart som beskrevs av Inoue 1954. Scopula takao ingår i släktet Scopula och familjen mätare. Inga underarter finns listade.